# انجیل کاوردیل
انجیل کاوردیل (انگلیسی: Coverdale Bible) اولین ترجمهٔ کامل انجیل به زبان انگلیسی بود که توسط مایلز کاوردیل ترجمه شد و در سال ۱۵۳۵ م. منتشر گردید.

## یادداشت
1. ↑  The Bible, that is the Holy Scripture of the Old and New Testament, faithfully translated into English